# Lasnamäe
Lasnamäe, ryska: Ласнамяэ, är ett distrikt i Estlands huvudstad Tallinn, beläget i stadens östra del.
Det är Tallinns befolkningsmässigt största distrikt, med en övervägande rysktalande befolkning. Huvuddelen av byggnaderna är höghus byggda under den sovjetiska epoken, med 5 till 16 våningar. Tallinns internationella flygplats, Lennart Meri-flygplatsen, ligger i Lasnamäe.

## Geografi
Lasnamäe ligger på kullen Lasnamägi, en kalkstensklint ovanför Östersjön. Höjden varierar från omkring 30 till omkring 52 meter över havet. I öster avgränsas Lasnamäe av ån Pirita jõgi, som även utgör Tallinns östra stadsgräns här.

## Historia
Arkeologiska spår visar att området var befolkat av folkgrupper tillhörande den snörkeramiska kulturen under yngre stenåldern.
Under medeltiden var Lasnamäe plats för flera mindre byar. Från kalkstensbrott i området togs den kalksten som många medeltida byggnader i Tallinn är uppförd i. 
I samband med industrialiseringen i slutet av 1800-talet uppfördes flera fabriker i området, bland annat Dvigatelfabriken, med 2 260 anställda år 1900. Sikupilli etablerades som det första bostadsområdet i området 1904, och var fram till 1970-talets stora byggprojekt huvudsakligt centrum för den äldre stadsbebyggelsen i Lasnamäe.
Från 1973 fram till Estlands självständighet 1991 etablerades flera mikrodistrikt (mikrorajoon) i Lasnamäe, med den karakteristiska höghusbebyggelsen i prefabricerad betong. Dessa var ursprungligen enbart kända som numrerade distrikt men många av dem, som Katleri, Mustakivi, Priisle och Seli, bär idag officiellt namn efter äldre gårdar i området, medan de sovjetiska gatunamnen efter Estlands självständighet ändrats för en anknytning till estniskspråkig tradition. 
Ett stort bostadsområde med omkring 650 höghus i mellan fem och sexton våningar uppfördes. Det planerades som mönsterbostadsområde för omkring 200 000 invånare med modern standard. Delar av de planerade investeringarna i infrastruktur och rekreationsmöjligheter genomfördes dock aldrig, så att den planerade spårvägslinjen istället blev en busslinje och den stora genomfartsleden endast delvis färdigställdes till avsedd bredd. Befolkningen var till stor del inflyttad från andra delar av Sovjetunionen, främst rysktalande från Ryska SFSR.
I samband med Estlands självständighet under den sjungande revolutionen kom Lasnamäe att bli en av estniska separatister illa sedd symbol för den sovjetiska regimen och den stora ryskspråkiga minoriteten i den nu huvudsakligen estniskspråkiga republiken, symboliserad genom slagordet Peatage Lasnamäe! ("stoppa Lasnamäe"), ett citat ur Ivo Linnas sång Mingem üles mägedele. Det följande 1990-talet var en period av ekonomisk stagnation i Lasnamäe. Under 2000-talet har nya projekt för att färdigställa området inletts, och fler butikskedjor har etablerat sig i området.

## Befolkning
Lasnamäe är med en yta på 27,41 kvadratkilometer  Tallinns största stadsdel och dess folkrikaste. Här bodde i januari 2017 119 180 invånare, över en fjärdedel av Tallinns befolkning eller en elftedel av hela Estlands samlade befolkning. Vid folkräkningen 2018 angav 61,6 procent av befolkningen ryska som modersmål och 26,0 procent angav estniska som modersmål.

## Administrativ indelning
Lasnamäe underindelas i 16 stadsdelar eller underdistrikt (asum): Katleri, Kurepõllu, Kuristiku, Laagna, Loopealse, Mustakivi, Pae, Paevälja, Priisle, Seli, Sikupilli, Sõjamäe, Tondiraba, Ülemiste, Uuslinn och Väo. Gränserna mellan dessa följer delvis den äldre sovjetiska indelningen i mikrodistrikt.

## Politik
Områdets politik domineras av det estländska Centerpartiet.

## Idrott
Fotbollsklubben FC Ajax Lasnamäes herrlag har tidigare spelat i högsta estländska ligan och spelar idag i Estlands division II nordöstra. Hemmastadion FC Ajaxi Staadion tar omkring 1 500 åskådare.